# تيلدن (ويسكونسن)
تيلدن (بالإنجليزية: Tilden, Wisconsin)‏ هي بلدة تقع بولاية ويسكونسن في الولايات المتحدة. تبلغ مساحتها 93.4 (كم²)، وترتفع عن سطح البحر 326 م، بلغ عدد سكانها 1185 نسمة في عام 2000 حسب إحصاء مكتب تعداد الولايات المتحدة وتصل الكثافة السكانية فيها 12.7 نسمة/كم2.

## وصلات خارجية
- http://www.townoftilden.com
- The US50 - Cities and Towns in Wisconsin State
- Wisconsin Cities and Towns, Facts, Map, Flag, Colleges, Government, and More